# Нагродская, Евдокия Аполлоновна
Евдоки́я Аполло́новна Нагро́дская (1866—1930) — русская писательница и поэтесса. Известна среди прочего своими мистическими устремлениями.

## Биография

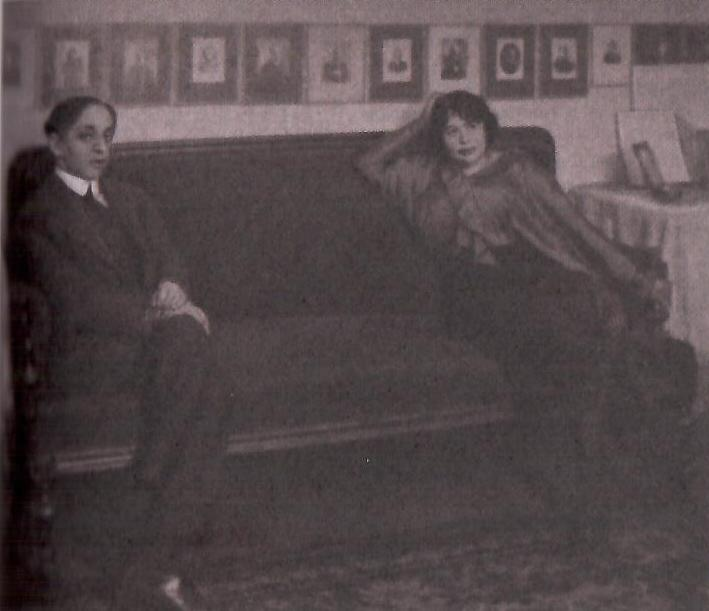
М. А. Кузмин и Е. А. Нагродская (1910)

Мать — писательница и хозяйка знаменитого литературного салона А. Я. Панаева, которой во время рождения дочери было уже 46 лет, отец — журналист А. Ф. Головачёв, одно время секретарь редакции «Современника». Вышла замуж за профессора Института путей сообщения Владимира Адольфовича Нагродского, масона, и сама восприняла масонские идеи (особенно духовное совершенствование), которые достаточно глубоко отразились в её литературном творчестве.
В конце XIX века Нагродская написала несколько бульварных приключенческих и детективных романов под своей девичьей фамилией Головачёва. Затем вышла замуж за и временно перестала печататься. В 1910 году вышел её первый роман, подписанный фамилией Нагродской, «Гнев Диониса», который привлёк всеобщее внимание наличием эротических сцен и сделал её одной из самых известных писательниц. Её первые детективные опыты все уже забыли, поэтому «Гнев Диониса» был назван её литературным дебютом. До революции роман выдержал 10 изданий. Критика сравнивала Нагродскую с А. А. Вербицкой и М. А. Кузминым (а «Гнев Диониса» — с «Крыльями»), при этом ставя её выше Вербицкой, но ниже Кузмина.
После революции вместе с мужем эмигрировала в Париж, выпустила там историческую трилогию «Река времён», в которой сознательно следовала традиции Льва Толстого. Основной темой Нагродской всегда оставалась любовь во всех её проявлениях (от христианских до чувственных). В дореволюционных книгах «рассматривается тема женской эмансипации, они не чужды мистике, отражают недоверие к чисто рациональному постижению жизни, в них есть предчувствие неизбежной катастрофы».

## Тайные общества
Посвящена в феврале 1920 года в масонской ложе № 1 Le Droit Humain. По сообщению М. Кузмина, в 1914 г. жившего в её квартире:

«Евд. Aп. Нагродская выдавала себя за розенкрейцершу, говорила, что ездила на их съезд в Париже, что чуть-чуть не ей поручено родить нового Мессию и т. п. При ее таланте бульварной романистки все выходило довольно складно, но ужасно мусорно. Любила прибегать к сильным средствам, вроде электрической лампочки на бюсте, причем она говорила, что это сердце у неё светится. «Нету сладу…» «Постойте, я укрощу его, неудобно выходить к людям». Постоит с минутку, закрыв бюст руками, повернет кнопку, сердце и перестанет светить. Но было уютно, как на ёлке. Писала под диктовку в трансе разные сплетнические сообщения, какие ей были нужны. Якобы от какого-то духа».

Нагродская была одним из основателей и активным членом смешанной русскоязычной ложи «Аврора» № 840 Le Droit Humain.

## Сочинения

### Романы
- 1889 — «Мёртвая петля»
- 1889 — «Чёрное дело»
- 1890 — «Петербургские тайны» (подражание «Петербургским трущобам» Крестовского)
- 1894 — «Дочь дьявола»
- 1910 — «Гнев Диониса» (самый известный роман Нагродской; переиздан в 1990-е годы)
- 1911 — «Бронзовая дверь» (роман о сексуальных извращениях; запрещён цензурой; вышел в 1913 п/н «У бронзовой двери» «в отрывках и со значительными купюрами»)
- 1913 — «Борьба микробов»
- 1914 — «Белая колоннада» (переиздан в 1990-е годы)
- 1915 — «Злые духи»
- 1916 — «Житие олимпиады-девы»